# 苏联秘密机构毒剂研究室
苏联秘密机构毒剂研究室，是苏联秘密警察机构下属的秘密研究開發设施。在苏联解体之前，该研究室负责生产、测试毒剂，据称，俄罗斯政府在1990年代末期重新启用了该设施。